# Cenangiopsis oxyparaphysata
Cenangiopsis oxyparaphysata är en svampart som tillhör divisionen sporsäcksvampar, och som först beskrevs av Rehm, och fick sitt nu gällande namn av Richard William George Dennis. Cenangiopsis oxyparaphysata ingår i släktet Cenangiopsis, och familjen Helotiaceae. Arten är reproducerande i Sverige.